# Christian Ferber
Christian Ferber (* 31. Oktober 1919 in Eberswalde; † 26. März 1992 in Midhurst/GB), eigentlich Georg Heinrich Balthasar Seidel, war ein deutscher Schriftsteller und Journalist.

## Leben
Der Sohn der Lyrikerin Ina Seidel und des Pfarrers und Schriftstellers Heinrich Wolfgang Seidel war nach Studium, Krieg und Gefangenschaft zunächst Verlagsbuchhändler und Journalist, später Theaterkritiker, verantwortlicher Redakteur und Kulturkorrespondent der Zeitung Die Welt.

## Literarisches Werk
Ferber verwendete u. a. die Pseudonyme Lisette Mullère und Simon Glas und veröffentlichte nie unter seinem wirklichen Namen. Nach dem Krieg erschienen von ihm die Romane: Das Netz (1951), Die schwachen Punkte (1953) und Jeder wie er kann (1956) sowie 1957 ein Büchlein mit Ehebetrachtungen unter dem Titel Liebe, und noch etwas mehr. Ferber, der Romane, Hörspiele und Essays verfasste, trat literarisch besonders als Satiriker hervor, z. B. mit Bonner Patiencen (1963) oder Die Moritat vom Eigenheim (1967).
Die bewegte Geschichte seiner eigenen Familie brachte er als Die Seidels. Geschichte einer bürgerlichen Familie 1811–1977 (1979) ebenfalls unter Pseudonym heraus.

## Ehrungen
Den Theodor-Wolff-Preis erhielt er zweimal, 1967 und 1973. Zu seinem Andenken vergibt die Deutsche Schillerstiftung die Christian Ferber-Ehrengabe.